# Лайкюла
Ла́йкюла (ест. Laiküla) — село в Естонії, у волості Ляене-Ніґула повіту Ляенемаа.

## Населення
Чисельність населення на 31 грудня 2011 року становила 23 особи.

## Географія
Через село пролягає автошлях 10 (Рісті — Віртсу — Куйвасту — Курессааре). Від села починається дорога 31 (Хаапсалу — Лайкюла).

## Історія
До 21 жовтня 2017 року село входило до складу волості Мартна.